# Arūnas Mikalauskas
Arūnas Mikalauskas (Klaipėda, 14 settembre 1997) è un cestista lituano.

## Palmarès
- BNXT League: 1

Leida: 2021-22